# 1268 هـ
1268 هـ هي سنة في التقويم الهجري امتدت مقابلةً في التقويم الميلادي بين سنتي 1851 و1852.

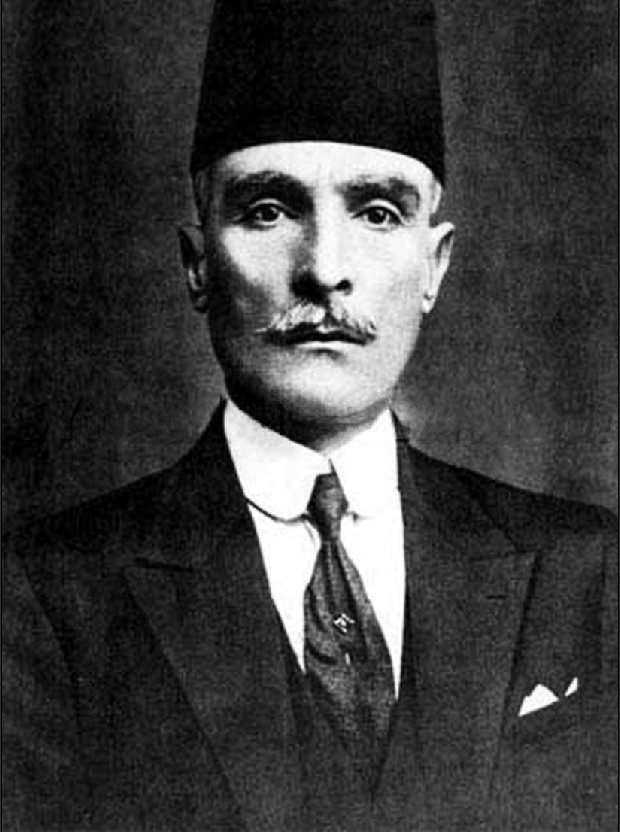
إبراهيم هنانو

## مواليد

### ربيع الأول
- 20 ربيع الأول - طاهر الجزائري، عالم دين سني سوري.
- أحمد آل حرز
- أحمد أبو خطوة
- إبراهيم هنانو
- بشارة تقلا
- حسن القره داغي
- سليم البخاري
- عباس قلي خان سبهر
- علي بن محمد المحمود
- محمد بن علي الدكالي
- محمود حسن الديوبندي
- مصطفى الكاشاني